# WYP3 kolejna część
WYP3 kolejna część – pierwsza solowa płyta kieleckiego rapera Borixona wydana w 2001 roku.
Nagrania dotarły do 22. miejsca zestawienia OLiS.

## Lista utworów
Opracowano na podstawie materiału źródłowego.
1. „Kup sobie płytę – Alko Skit” – 0:39
2. „Tak tu jest” (produkcja: Tede, gościnnie: Vetto Boys) – 3:14
3. „Skit” – 0:19
4. „Prostuj się” (produkcja: Tede, gościnnie: Życia Okruchy) – 3:44
5. „Re – kontra” (produkcja: DJ 600V, Tede, gościnnie: Tede) – 3:56
6. „Rap tętni” (produkcja: O$ka, gościnnie: Mc 3d) – 3:12
7. „Baus” (produkcja: O$ka, gościnnie: Onar, Selma) – 3:48
8. „Bit w słuchawkach” (produkcja: DJ 600V) – 3:29
9. „...to się nazywa...Brx” (produkcja: O$ka) – 2:37
10. „Dziwne nastroje” (produkcja: O$ka, gościnnie: Peiha) – 3:35
11. „Skit Ustronie” (produkcja: IGS) – 2:12
12. „Co za balet” (produkcja: Tede, gościnnie: Radioskun, Wojtas) – 4:40
13. „Brx z Rrx” (produkcja: DJ 600V) – 2:27
14. „Milczenie jest złotem” (produkcja: DJ 600V) – 2:40
15. „Na twoich oczach” (produkcja: Tede) – 3:40
16. „A miało być tak pięknie” (produkcja: DJ 600V) – 3:21
17. „Blink złoty drink” (produkcja: O$ka, gościnnie: Radioskun) – 3:52
18. „Bbbbrrrrxxxx” (produkcja: DJ 600V) – 3:18
19. „Bf – dla Wembleya i tych wszystkich którzy to docenią” (produkcja: DJ 600V) – 3:56
20. „Pozdrawiam C.s.c.d.r.” (produkcja: DJ 600V) – 3:43